# چای‌قوشان بزرگ
چای قوشان بزرگ ، روستایی است از توابع بخش مرکزی شهرستان گنبد کاووس در استان گلستان ایران.

## جمعیت
این روستا در شهرستان گنبدکاووس بخش مرکزی دهستان اق اباد روستای چای قوشان بزرگ قرار داشته و براساس سرشماری سال 1390جمعیت آن 2971نفر (755خانوار) بوده‌است.فاصله ان ازمرکزشهرستان (شهرگنبد)23کیلومتر می‌باشد سمت شمال به فاصله حدود 500 متری دیوار معروف گرگان قرار داردودرجنوب ان رودخانه گرگان و
بین دو فاز سد گلستان وبوستان قرار دارد.از آنجا که این روستا در محل تلاقی رود گرگان رود و سرچشمه چای قرار دارد به چای قوشان(قوشان در زبان ترکمنی اتصال معنی می‌شود)قرار داشت  به این نام نامیده می‌شود.درقدیم روستای چای قوشان را پست لی اوبه میگفتند یعنی روستایی که پست خانه داشته(اوبه همان مرکزجمعیتی است که امروزه روستا یاشهرنامیده می‌شود یعنی همان فلان اباد (فلان اوبه)مثل گدم ابادونورابادوفبروز اباد)دردوران جنگ جهانی چدوم در زمان اشغال ایران توسط بیگانگان محل اتراق قوای نظامی روس بوده‌است محل ان نیز درب8ش جنوبی روستا حاشیه رودخانه گرگان بود
```
[
۲
]
```